# Montana taurica
Montana taurica är en insektsart som först beskrevs av Bolívar, I. 1899.  Montana taurica ingår i släktet Montana och familjen vårtbitare. Inga underarter finns listade i Catalogue of Life.